# Łeba (fleuve)
La Łeba est un fleuve de Pologne, long de 117 kilomètres, qui coule dans la voïvodie de Poméranie et se jette dans la mer Baltique. Elle constituait traditionnellement la limite séparant les régions de la Poméranie occidentale (l'ancien duché de Poméranie) et de la Poméranie orientale (Pomérélie).

## Géographie
Sa source se situe à 176 m d'altitude au village de Borzestowo dans la gmina de Chmielno ; son bassin hydrographique recouvre 1 801 km2. La Łeba arrose les villages de Sianowo et de Łęczyce, elle traverse la ville de Lębork et coule vers le nord jusqu'à la station balnéaire de Łeba sur la côte Baltique.

## Histoire
Depuis le XIIe siècle, le cours inférieur de la Łeba faisait la frontière entre les domaines de Słupsk et de Sławno à l'ouest, en possession des ducs de Poméranie, et les pays des seigneurs de la Poméranie orientale (Pomérélie), descendants du palatin Subisław Ier († 1177/1179), à l'est. Tandis que le duché de Poméranie devient un État du Saint-Empire romain, la Pomérélie resta la propriété de la couronne de Pologne. Temporairement incorporés dans l'État teutonique après l'accord de Soldin en 1309, les seigneuries dans l'est rejoint la Ligue de Prusse en 1440 et ont constitué la « Prusse royale » polonaise après la signature du traité de Thorn en 1466. 